# Марусик, Юрий Михайлович
Юрий Михайлович Марусик (род. 13 мая 1962, Сарны, УССР) — советский и российский зоолог, арахнолог. Автор более 500 научных работ. Описал более 700 видов, 57 родов и два подсемейства пауков.

## Биография
Родился 13 мая 1962 года в роддоме города Сарны на севере Ровненской области в семье преподавателя физики и английского языка Михаила Адамовича и медсестры, позже воспитательницы и заведующей детским садом Тамары Андреевной. Родители жили и работали в посёлке Екатериновка (ныне — Катериновка). Интерес к зоологии у Юрия Михайловича появился с детства благодаря книгам и увлечением фотографией. В 1979 году он поступил в Ленинградский университет. Уже с первого курса он стал заниматься изучением пауков, а с третьего — распределился на кафедру энтомологии под руководством заведующего кафедрой, В. П. Тыщенко. Первую работу он опубликовал в 1981 году, изложив в ней результаты исследований пауков в заповеднике «Лес на Ворскле» (Белгородская область) во время полевой практики на втором курсе. В 1982 году, после третьего курса, он поехал в Лагодехский заповедник в Грузии, по результатам которой он впоследствии написал дипломную работу, а в 1983 году совершил поездки на стационар «Абориген» (Магаданская область), в Хинганский заповедник (Амурская область), Среднюю Азию и Казахстан. После окончания университета Юрий Михайлович устроился в Институт биологических проблем Севера (ИБПС) в Магадане.
Вскоре после переезда в Магадан Марусик поступил в аспирантуру под руководством В. П. Тыщенко. В 1988 году он защитил кандидатскую диссертацию по теме «Фауна и население пауков верховьев Колымы». В 1989 году он Юрий Михайлович принимает участие в Международном арахнологическом конгрессе в Турку. С 1990-х годов из-за сокращения финансирования науки в России Марусик стал много работать за рубежом, преимущественно в Биологическом музее Турку совместно с финскими арахнологами. В 2007 году он защитил докторскую диссертацию по теме «Пауки (Arachnida: Aranei) азиатской России: таксономия, фауна, зоогеография».

## Вклад в науку
К 2022 году Марусик описал 718 видов (около 1,4 % всех известных видов), 57 родов и два подсемейства пауков, опубликовав более 500 работ по таксономии, систематике, фаунистике и биогеографии пауков и других беспозвоночных. Большая часть его работ посвящена фаунистике Крайнего Севера и прилегающих территорий. Так, в 1989 году, до начала его работы в Магадане для Северо-Восточной Сибири было известно около 277 видов пауков, а к 2017 году их число увеличилось до 421. Он является членом редколлегии нескольких журналов, таких как Arthropoda Selecta, ZooKeys, Zoology in the Middle East, Acta Zoologica Bulgarica, Zoosystematica Rossica, Acta Arachnologica Sinica и Acta Biologica Sibirica..

## Признание
В 2007 году избран вице-президентом Международного арахнологического общества.

### Таксоны, названные в честь
В честь Марусика названо 21 вид и два рода пауков (Marusyllus Prószyński, 2016 ныне считается синонимом рода Yllenus), 1 вид скорпионов и 6 видов и 2 подвида насекомых:
Пауки
1. Acantholycosa marusiki Fomichev & Omelko, 2020
2. Aelurillus marusiki Azarkina, 2002
3. Belisana marusiki Huber, 2005
4. Chalcovietnamicus marusiki Yu, Maddison & Zhang, 2023
5. Clubiona marusiki Mikhailov, 1990
6. Clubiona yurii Mikhailov, 2011
7. Diplocephalus marusiki Eskov, 1988
8. Drassodes marusiki Esyunin & Zamani, 2019
9. Euophrys marusiki Wunderlich, 2023
10. Hilaira marusiki Eskov, 1987
11. Marusik yurii Lin & Li, 2023
12. Micaria marusiki Zhang, Song & Zhu, 2001
13. Mughiphantes marusiki (Tanasevitch, 1988)
14. Orthobula marusiki Haddad, Jin & Platnick, 2022
15. Parasyrisca marusiki Kovblyuk, 2003
16. Philodromus marusiki (Logunov, 1997)
17. Raveniola marusiki Zonstein, Kunt & Yağmur, 2018
18. Stenaelurillus marusiki Logunov, 2001
19. Trochosa marusiki Shafaie, Koponen, Nadolny, Kunt & Mirshamsi, 2022
20. Xysticus marusiki Ono & Martens, 2005
21. Yllenus marusiki Logunov, 1993

Скорпионы
1. Mesobuthus marusiki Kovarik, Fet, Gantenbein, Graham, Yagmur, Stahlavsky, Poverenni & Nouvruzov, 2022

Насекомые
1. Adolenda marusiki Emeljanov, 2021
2. Bertkauia marusiki Mockford, 2003
3. Carabus (Morphocarabus) chaudoiri marusiki Obydov, 1997
4. Elachista marusiki Kaila, 2018
5. Leptopus marusiki Vinokurov, 2012
6. Paragus marusiki Sorokina, 2002
7. Pinodoxa pinanorum marusiki Anufriev, 1991
8. Syntomium marusiki Ryabukhin, 1992